# Mokliny
Mokliny (Duits: Moklin) is een Tsjechische plaats in de gemeente Postupice, regio Midden-Bohemen, en maakt deel uit van het district Benešov. Het dorp ligt op 2 kilometer afstand van Postupice.
Mokliny telt 3 inwoners (2021).

## Geschiedenis
De eerste schriftelijke vermelding van het dorp dateert van 1788.
Sinds 1960 is Mokliny volledig ondergebracht bij het district Benešov.

## Verkeer en vervoer

### Autowegen
Er leidt een regionale weg naar het dorp.

### Spoorlijnen
Er is geen station in Mokliny. Het dichtbijzijnde station is in Postupice, meer bepaald in Lísek, op zo'n 3,5 kilometer afstand. Dat station ligt aan spoorlijn 222 Benešov - Vlašim - Trhový Štěpánov. De lijn is enkelsporig en werd tussen Benešov en Vlašim in 1895 geopend.

### Buslijnen
Er is geen bushalte in het dorp. De dichtstbijzijnde bushalte is in Pozov, op ongeveer twee kilometer afstand:
| Halte            | Lijn(en) | Traject(en)      | Vervoerder(s) |
| ---------------- | -------- | ---------------- | ------------- |
| Postupice, Pozov | 758      | Benešov - Vlašim | CŠAD Benešov  |

## Galerij

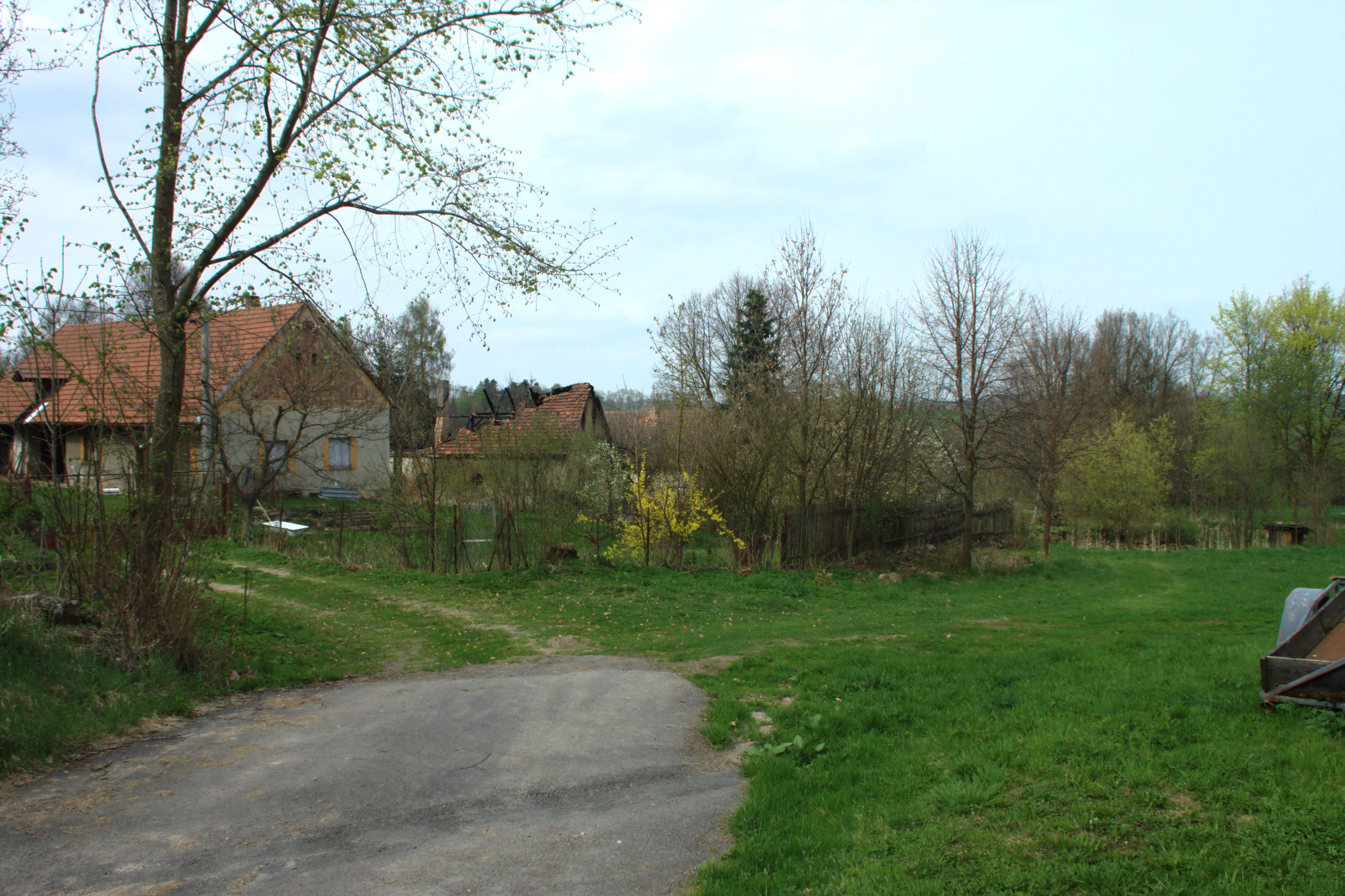
Boerderij in het dorp (2013)
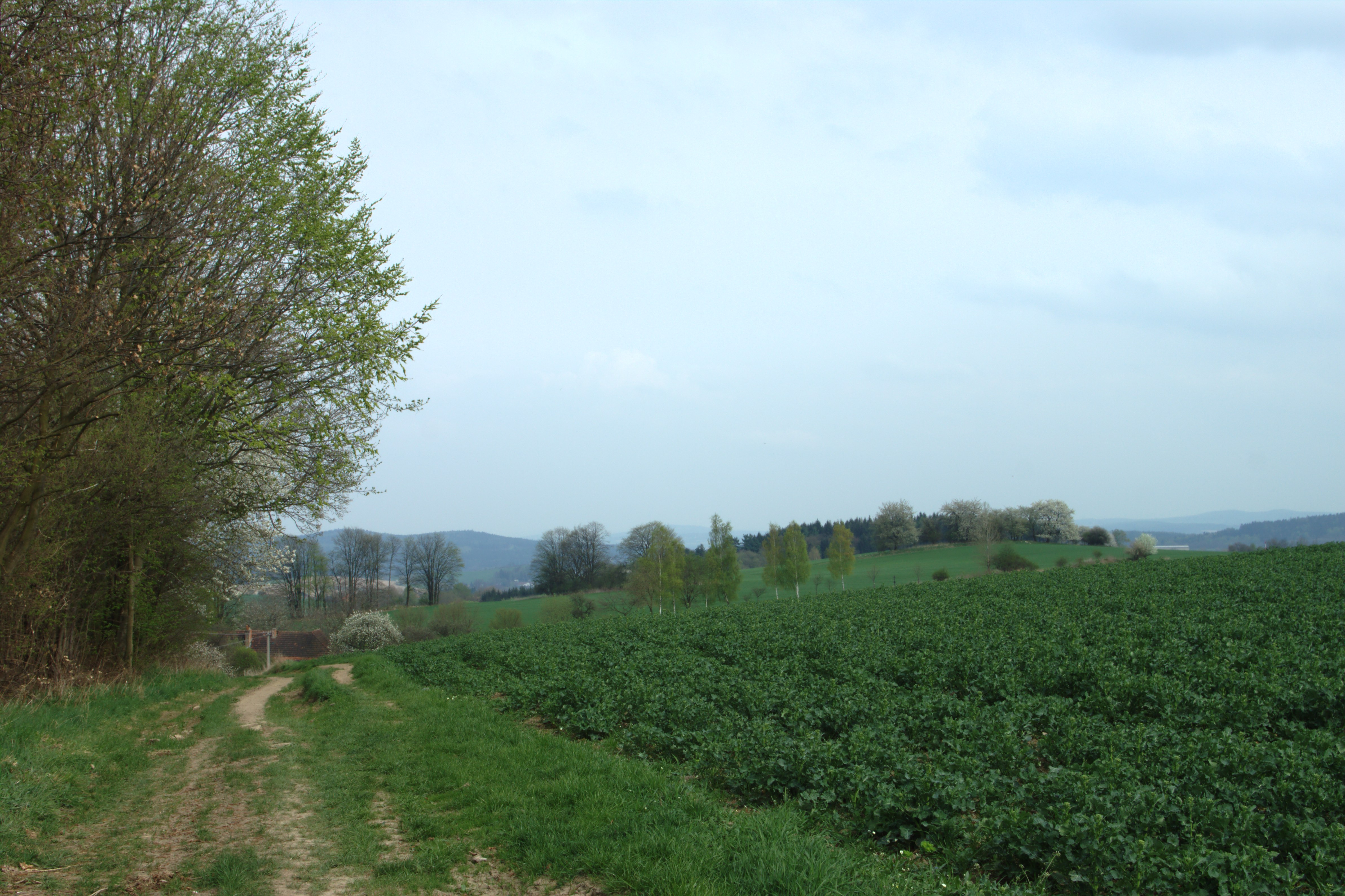
Akker nabij het dorp (2013)